# Kraenzlinella hintonii
Kraenzlinella hintonii là một loài thực vật có hoa trong họ Lan. Loài này được (L.O.Williams) Solano mô tả khoa học đầu tiên năm 2002.